# Ведда (язык)
Ведда — язык веддов, коренного народа Шри-Ланки, населяющего её восточную часть. По происхождению является креольским, произошедшим от сингальского и недошедшего до наших дней неизвестного языка. По данным ЮНЕСКО, находится под угрозой исчезновения.

## Генеалогическая информация
Ведда — креольский язык, возникший как итог соприкосновения некоторого неизвестного языка с сингальским языком. Сингальский язык относится к индоарийской группе индоиранской ветви индоевропейской языковой семьи, в то время как семья, к которой изначально принадлежал язык веддов, не определена. Антропологические данные об истории расселения древних людей на Шри-Ланке дают основания полагать, что ведда обладает доарийским языком-субстратом. На ведда также повлиял тамильский язык (дравидийская семья) в виде лексических заимствований. 

## Социолингвистическая информация
Снижение использования языка ведда началось в XIX веке с началом британской колонизации и отлучения веддов от традиционного присваивающего типа хозяйства. Самые значительные изменения в образе жизни веддов наблюдались и в XX веке в ходе экономических реформ в государстве. Отдаление от традиционного жизненного уклада повлекло за собой переход веддов на более крупные широко используемые языки. По данным 2011 года, лишь 11 % веддов свободно разговаривают на языке своего народа, а большинство свободно говорящих носителей представлены возрастной группой от 70 лет. Государственные языки Шри-Ланки — сингальский и тамильский, в зависимости от региона. Они почти полностью вытеснили язык ведда благодаря преимуществу в численности носителей и более высоким уровнем социального престижа. Культурная и лингвистическая ассимиляция веддов привела к стремительному выходу языка из бытового употребления. Тем не менее язык ведда остаётся значимым для культуры и самоопределения народа; он продолжает использоваться в религиозной деятельности, не теряя своего ритуального значения.